# Hrvatski narodni vladari u filateliji
Hrvatski narodni vladari bili su motiv na poštanskim markama nekoliko država.  

## Povijest

### U Kraljevini SHS
Kraljevina Srba, Hrvata i Slovenaca objavila je seriju poštanskih maraka 1. studenoga 1929., obilježavajući tisućitu obljetnicu Hrvatskoga Kraljevstva. Serija se sastojala od tri glavna dizajna i jedne varijante; sve je dizajnirao Dragutin Wagner, a tiskala tiskara Državne štamparije u Beogradu. Marka od pedeset para prikazivala je  franjevačku spomen-baziliku sv. Nikole Tavelića i samostan u Tomislavgradu i prodavala se po cijeni od jednoga dinara, marka od jednoga dinara prikazivala je kraljeve Tomislava i Aleksandra I. Karađorđevića i prodavala se za dva dinara, a marka od tri dinara ilustraciju kralja Tomislava na prijestolju i prodavala se za četiri dinara. Trudom fra Mije Čuića nezanemariv prihod od prodaje maraka išao je za izgradnju crkve u Tomislavgradu.
- Bazilika u Tomislavgradu
- Kraljevi Tomislav i Aleksandar I.
- Kralj Tomislav

### U Kraljevini Jugoslaviji
Kraljevina Jugoslavija objavila je poštansku marku s kraljem Tomislavom 1940. godine i natpisom „925. god.”
- Kralj Tomislav

### U Nezavisnoj Državi Hrvatskoj
Nezavisna Država Hrvatska (NDH) objavila je seriju od četiri poštanske marke 1944. godine za »Zakladu hrvatskih ratnih ozljeđenika«. Dvije od tih poštanskih maraka prikazuju motiv starohrvatskoga vladara i pogibiju kralja Petra Svačića.
- Starohrvatski vladar
- Petar Svačić

### U Republici Hrvatskoj
Nakon osamostaljenja Hrvatske, Hrvatska pošta izdala je više poštanskih maraka s temom narodnih vladara. Prva na tu temu bila je izdana 5. svibnja 1992. koja prikazuje kip kralja Tomislava na Trgu kralja Tomislava u Zagrebu, a sljedeća je bila objavljena 30. listopada 1992. pod nazivom »1100. obljetnica Muncimirove darovnice«. Muncimir je bio sin kneza Trpimira.
Reljef starohrvatskog vladara prikazan je 1995. na desnom gornjem kutu bloka (okvira) oko marke 1700 godina grada Splita.
Hrvatska pošta obilježila je 1996. godine 900. obljetnicu Vekenegina evanđelistara izdavanjem prigodne poštanske marke. Sljedeće godine izdala je o 1000. godišnjici smrti 3. srpnja 1997. markicu s likom Stjepana Držislava, prema dizajnu Eugena Kokota te markicu s likom Petra Svačića o 900. godišnjici njegove smrti.
Godine 2000. objavljena je poštanska marka povodom 900. obljetnice Bašćanske ploče. Dvije godine kasnije pojavila se poštanska marka na temu 1150. godišnjice Trpimirove darovnice.
Bila je duga pauza do 2021. kada je objavljena poštanska marka s crkvom Svetoga Križa u Ninu.
Povodom 1100. obljetnice Hrvatskoga Kraljevstva, Hrvatska pošta objavila je poštansku marku s likom reljefa kralja Tomislava 23. svibnja 2025. godine.